# Tricholoma viridiolivaceum
Tricholoma viridiolivaceum är en svampart som beskrevs av G. Stev. 1964. Tricholoma viridiolivaceum ingår i släktet musseroner och familjen Tricholomataceae.   Inga underarter finns listade i Catalogue of Life.